# Биглер, Мило
Мило Биглер (нем. Milo Bigler), англицированное написание Майло Биглер (англ. Milo Bigler; 2 октября 1914 — октябрь 1989) — швейцарский скелетонист, участвовавшим в соревнованиях в конце 1940-х годов. Участник зимних Олимпийских игр 1948 года.
Выступал за национальную сборную Швейцарии на зимних Олимпийских играх 1948 года в Санкт-Морице. Участвовал в спортивной дисциплине скелетон. В общем зачете
финишировал 11-м.